# Noše
Noše este o localitate din comuna Radovljica, Slovenia, cu o populație de 12 locuitori.